# Szklarnia (Górowo Iławeckie)
Szklarnia (deutsch Heinrichsbruch) war ein Ort in der polnischen Woiwodschaft Ermland-Masuren. Seine Ortsstelle liegt im Gebiet der Landgemeinde Górowo Iławeckie (Landsberg) im Powiat Bartoszycki (Kreis Bartenstein), bis 1945 im Kreis Preußisch Eylau in Ostpreußen.

## Geographische Lage
Die Ortsstelle von Heinrichsbruch resp. Szklarnia liegt im Nordwesten der Woiwodschaft Ermland-Masuren, 13 Kilometer westlich der früheren und jetzt auf russischem Staatsgebiet gelegenen Kreisstadt Preußisch Eylau (russisch Bagrationowsk) bzw. 25 Kilometer nordwestlich der heutigen Kreismetropole Bartoszyce (deutsch Bartenstein).

## Geschichte
Der kleine Gutsort Heinrichsbruch wurde nach 1627 gegründet und gehörte lange Zeit zum Gutsbezirk Henriettenhof. Am 6. März 1876 wurde aus den beiden zum Gutsbezirk Henriettenhof gehörenden Vorwerken Grünhöfchen (polnisch Grądzik) der „Gutsbezirk Heinrichsbruch“ gebildet, der sogleich dem Amtsbezirk Henriettenhof im ostpreußischen Kreis Preußisch Eylau zugeordnet wurde. Wenige Jahre später wurde der Gutsbezirk Heinrichsbruch in den Amtsbezirk Gallehnen (polnisch Gałajny) umgegliedert.
Am 3. Mai 1906 erfolgte eine erneute Umgliederung von Heinrichsbruch: vom Amtsbezirk Gallehnen zum Amtsbezirk Wildenhoff (polnisch Dzikowo Iławeckie).
Im Jahre 1910 zählte Heinrichsbruch 48 Einwohner.
Der Gutsbezirk Heinrichsbruch schloss sich am 30. September 1928 mit dem Gutsbezirk Wildenhoff sowie mit Steinbruch (polnisch Biała Leśniczówka) – aus dem Gutsbezirk Gallingen (polnisch Galiny) im Amtsbezirk Rositten (russisch Bogatowo) – zur neuen Landgemeinde Wildenhoff zusammen.
Heinrichsbruch kam 1945 mit dem gesamten südlichen Ostpreußen in Kriegsfolge zu Polen. Der Ort erhielt die polnische Namensform „Szklarnia“, wurde aber wohl nicht mehr neu besiedelt. Offiziell wurde er nicht mehr erwähnt und gilt heute als untergegangen. Seine Ortsstelle gehört zur Gmina Górowo Iławeckie (Landgemeinde Landsberg) im Powiat Bartoszycki (Kreis Bartenstein), von 1975 bis 1998 der Woiwodschaft Olsztyn, seither der Woiwodschaft Ermland-Masuren zugehörig.

## Religion
Heinrichsbruch gehörte bis 1938 zum evangelischen Kirchspiel Klein Dexen (heute russisch Furmanowo) in der Kirchenprovinz Ostpreußen der Kirche der Altpreußischen Union, danach bis 1945 zur Kirche Stablack (russisch Dolgorukowo).

## Verkehr
Die Ortsstelle von Heinrichsbruch resp. Szklarnia liegt an einer Nebenstraße, die von Dzikowo Iławeckie (Wildenhoff) nach Orsy (Orschen) führt.